# Preussia globosa
Preussia globosa är en svampart som först beskrevs av J.N. Rai & J.P. Tewari, och fick sitt nu gällande namn av J.N. Rai & J.P. Tewari 1963. Preussia globosa ingår i släktet Preussia och familjen Sporormiaceae.   Inga underarter finns listade i Catalogue of Life.